# Unfinished Revolution
Unfinished Revolution è un album di Christy Moore, pubblicato dalla WEA Records nel 1987. Il disco fu registrato al "Lansdowne Studios" di Dublino (Irlanda).

## Tracce
Lato A
1. Biko Drum – 3:51 (Wally Page)
2. Natives – 3:46 (Paul Doran)
3. Metropolitan Avenue – 3:36 (Noel Brazil)
4. Unfinished Revolution – 3:56 (Peter Cadle)
5. The Other Side – 4:40 (Christy Moore)

Lato B
1. Messenger Boy – 2:13 (Christy Hennessy)
2. On the Bridge – 3:42 (Christy Moore)
3. Suffocate – 5:15 (Noel Brazil)
4. Derby Day – 2:53 (testo: Christy Moore, musica: Paul Doran)
5. Dr. Vibes – 1:24 (Declan Synnott)
6. A Pair of Brown Eyes – 3:42 (Shane McGowan)

## Musicisti
"Biko Drum"
- Donal Lunny - tastiere
- Declan Synnott - chitarra acustica, chitarra elettrica
- Des Moore - chitarra elettrica
- Eoghan O'Neill - basso
- Davy White - batteria, percussioni

"Natives"
- Christy Moore - chitarra
- Donal Lunny - tastiere
- Des Moore - chitarra acustica
- Declan Synnott - chitarra spagnola
- Eoghan O'Neill - basso
- Davy White - batteria

"Metropolitan Avenue"
- Donal Lunny - tastiere
- Declan Synnott - chitarra acustica, chitarra elettrica
- Des Moore - chitarra elettrica
- Eoghan O'Neill - basso
- Davy White - batteria, percussioni

"Unfinished Revolution"
- Donal Lunny - bouzouki, tastiere, percussioni
- Declan Synnott - chitarra solista
- Des Moore - chitarra ritmica
- Eoghan O'Neill - basso (fretless)

"The Other Side"
- Donal Lunny - tastiere, bouzouki, percussioni
- Declan Synnott - chitarra solista
- Des Moore - chitarra ritmica
- Eoghan O'Neill - basso (fretless)
- Anne Moore - accompagnamento vocale
- Ellish Moore - accompagnamento vocale
- Terry Moore - accompagnamento vocale

"Messenger Boy"
- Christy Moore - chitarra acustica
- Donal Lunny - organo hammond
- Declan Synnott - chitarra solista
- Des Moore - chitarra acustica, chitarra elettrica ritmica
- Eoghan O'Neill - basso
- Davy White - batteria

"On the Bridge"
- Christy Moore - chitarra
- Donal Lunny - bouzouki, tastiere
- Declan Synnott - chitarra
- Des Moore - chitarra
- Eoghan O'Neill - basso
- Davy White - batteria
- Andy Moore - accompagnamento vocale
- Anne Moore - accompagnamento vocale
- Christy Moore - accompagnamento vocale
- Eilish Moore - accompagnamento vocale
- Barry Moore - accompagnamento vocale
- Nancy Moore - accompagnamento vocale
- Terry Moore - accompagnamento vocale

"Suffocate"
- Donal Lunny - bouzouki, organo hammond
- Declan Synnott - chitarra acustica, chitarra elettrica
- Des Moore - chitarra elettrica
- Richie Buckley - sassofono
- Eoghan O'Neill - basso
- Davy White - batteria

"Derby Man"
- Christy Moore - chitarra
- Donal Lunny - tastiere
- Des Moore - chitarra
- Eoghan O'Neill - basso
- Davy White - batteria
- Anne Moore - accompagnamento vocale
- Eilish Moore - accompagnamento vocale
- Terry Moore - accompagnamento vocale

"Dr. Vibes"
- Declan Synnott - vibrafono

"A Pair of Brown Eyes"
- Christy Moore - chitarra acustica
- Donal Lunny - bouzouki, organo hammond
- Declan Synnott - chitarra spagnola